# Emeric Pressburger
Imre József (Emeric) Pressburger (Miskolc, 5 december 1902 – Saxstead, 5 februari 1988) was een Hongaars-Britse filmregisseur, filmproducent en scenarioschrijver. Hij is vooral bekend geworden door zijn samenwerking met Michael Powell onder de gezamenlijke naam The Archers.

## Biografie

### Jonge jaren
Pressburger werd geboren als enige zoon van Kálmán Pressburger, een makelaar. Hij was van Joodse komaf. Volgens zijn biografieën waren zijn voorouders Szeklers, die zich hadden bekeerd tot het Jodendom. Zijn achternaam, Pressburger, betekent letterlijk “iemand uit Presburg”.
Pressburger studeerde aan een kostschool in Timișoara, waar hij vooral aanleg bleek te hebben voor wiskunde, literatuur en muziek. Hij ging vervolgens wiskunde studeren aan de Karelsuniversiteit Praag en Universiteit van Stuttgart, maar de dood van zijn vader dwong hem zijn studie vroegtijdig te staken.

### Filmcarrière
Pressburger ging na te zijn gestopt met zijn studie werken als journalist in zowel Hongarije als Duitsland. In de jaren 20 ging hij zich bezighouden met het schrijven van filmscenario’s voor UFA in Berlijn.
De opkomst van nazi-Duitsland maakte dat UFA alle Joodse werknemers ontsloeg. Pressburger vluchtte naar Parijs, waar hij wederom als scenarioschrijver aan de slag ging. In 1935 reisde Pressburger met een staatloos paspoort naar Engeland. In 1938 besloot hij zijn voornaam te veranderen naar Emeric omdat hij zich in Engeland wilde vestigen.
Hij kwam terecht bij een kleine groep Hongaarse filmmakers, die allemaal uit hun land waren gevlucht vanwege de dreiging van de nazi’s. Onder hen bevond zich Alexander Korda, de eigenaar van London Films, die Pressburger in dienst nam als scenarioschrijver. Bij Londen Films leerde Pressburger Michael Powell kennen. Samen maakten ze de film The Spy in Black (1939), waarna ze officieel hun samenwerking begonnen. In totaal maakten ze samen 20 films in minder dan 20 jaar tijd. Veel van hun films werden gezien als klassiekers van de Britse filmindustrie van de 20e eeuw.
Pressburger was, anders dan veel mensen vaak denken, meer dan gewoon Powells scenarioschrijver. De films die het duo maakten waren geen verfilmingen, maar originele verhalen bedacht door Pressburger. Pressburger deed ook veel van de productie, en was betrokken bij de montage. Tevens koos hij vaak de filmmuziek.
Ook tijdens zijn samenwerking met Powell maakte Pressburger af en toe nog eigen projecten.
Na de Tweede Wereldoorlog gingen Powell en Pressburger elk hun eigen weg. Ze bleven wel vrienden, wilden graag elk aan hun eigen projecten gaan werken. Ze waren beiden van mening dat ze hun samenwerking optimaal hadden benut.

### Persoonlijk leven
Op 24 juni 1938 trouwde Pressburger met Ági Donáth, de dochter van Antal Donáth. In 1941 liep dit huwelijk op de klippen. Op 29 maart 1947 trouwde Pressburger met Wendy Orme. Samen kregen ze een dochter, Angela, en nog een kind dat als baby stierf. Dit huwelijk eindigde in 1953 eveneens met een echtscheiding.
Pressburgers dochter Angela kreeg zelf twee zonen, die beide ook succesvolle filmmakers werden: Andrew Macdonald en Kevin Macdonald. Kevin schreef een biografie over zijn grootvader, en maakt een documentaire over zijn leven getiteld The Making of an Englishman (1995).
Pressburger werd in 1946 genaturaliseerd tot Brit. Hij was gesteld op zijn privacy. Hij hield van de Franse keuken. Hij was tevens fan van Arsenal FC.
Pressburger stierf in een verzorgingshuis in Saxstead aan de gevolgen van ouderdom, en hierbij horende complicaties als longontsteking.

## Filmografie
Exclusief films gemaakt als “The Archers”:
- 1930: Die Große Sehnsucht, Abschied
- 1931: Ronny, Das Ekel, Dann schon lieber Lebertran, Emil und die Detektive, Der Kleine Seitensprung
- 1932: Une jeune fille et un million, ...und es leuchtet die Pußta, Sehnsucht 202, Petit écart, Lumpenkavaliere, Held wider Willen, Eine von uns, La Belle aventure, Wer zahlt heute noch?, Das Schöne Abenteuer, A Vén gazember
- 1933: Une femme au volant, Incognito
- 1934: Mon coeur t'appelle, Milyon avcilari
- 1935: Monsieur Sans-Gêne, Abdul the Damned
- 1936: Sous les yeux d'occident
- 1936: Port-Arthur, Parisian Life, One Rainy Afternoon
- 1937: The Great Barrier
- 1938: The Challenge
- 1939: The Silent Battle
- 1940: Spy for a Day
- 1941: Atlantic Ferry (alias Sons of the Sea)
- 1942: Rings on Her Fingers, Breach of Promise
- 1943: Squadron Leader X
- 1946: Wanted for Murder
- 1953: Twice Upon a Time
- 1957: Men Against Britannia
- 1957: Miracle in Soho
- 1965: Operation Crossbow
- 1966: They're a Weird Mob - Based on the novel by John O'Grady
- 1972: The Boy Who Turned Yellow

## Prijzen en nominaties
- 1943: Oscar voor beste originele verhaal voor 49th Parallel
- 1943: Oscar-nominatie voor beste scenario voor 49th Parallel
- 1943: Oscar-nominatie voor beste originele scenario voor One of Our Aircraft Is Missing
- 1948: De Bodil Award voor A Matter of Life and Death
- 1948: Nominatie voor de Gouden Leeuw op het Filmfestival van Venetië voor The Red Shoes.
- 1949: 2x Oscar-nominatie voor The Red Shoes (beste film en beste scenario)
- 1951: Nominatie voor de Grand Prize op het filmfestival van Cannes voor The Tales of Hoffmann
- 1951: De Zilveren Beer op het Internationaal filmfestival van Berlijn voor The Tales of Hoffmann[5]
- 1957: BAFTA Award–nominatie voor The Battle of the River Plate
- 1981: benoemd tot lid van de BAFTA
- 1983: benoemd tot lid van de British Film Institute (BFI)